# Seznam nosilcev zlate medalje Slovenske vojske
Seznam nosilcev zlate medalje Slovenske vojske.

## Seznam
(datum podelitve - ime)
- 16. maj 1993 - Andrej Bajt - Milan Bavdek - Franci Cimerman - Četa za elektronsko izvidništvo Slovenske vojske - Četa za protidiverzantsko delovanje Slovenske vojske - Alojz Groleger - Dušan Hudolin - Igor Ivančič - Anton Klobčaver - Uroš Krek - Franc Ošljak - Matjaž Piškur - Martin Pust - Elo Rijavec - Branko Urbanč - Drago Vidrih - Alojz Završnik - Anton Žele - 26. ltrb PZO 20/1 M-75

- 1. junij 1993 - Matjaž Piškur - Alojz Groleger

- 10. avgust 1993 - Robert Pirih

- 11. junij 1997 - Dale E. Hollrah

- 23. junij 1997 - Takashi Abe

- 27. oktober 1997 - Jože Konda

- 23. februar 1998 - William Spitznagle

- 6. maj 1998 -  John Kenneth Sajevic

- 11. maj 1998 - 82. brigada Slovenske vojske - Viktor Kranjc

- 19. junij 1998 - Jozsef Berentes

- 20. avgust 1998 - John W. Andresen

- 14. oktober 1998 - Massimiliano Terraveglia

- 19. oktober 1998 - Alojz Jehart

- 10. november 1998 - Thomas Mathys

- 5. januar 1999 - Stefan Minkov Russenov

- 2. februar 1999 - Josef Monik

- 7. april 1999 - Anton Kolar

- 20. april 1999 - Yitzhak Abercohen

- 4. maj 1999 - Patrick M. Hughes

- 12. maj 1999 - Ladislav Lipič - Peter Zupan - Bogomir Zupančič

- 4. junij 1999 - Michael E. Vrosh

- 12. julij 1999 - Haralambos Giraleas

- 3. avgust 1999 - Peter Rückert

- 5. avgust 1999 - Wilhelm Figl

- 15. september 1999 - Gorazd Završnik

- 3. januar 2000 - William A. Westerdahl

- 11. maj 2000 - Alojz Ferlinc - Milan Lampret - Jože Privšek (posmrtno) - Darko Skubic - Bojan Ušeničnik

- 29. maj 2000 - Ricardo Antonio Grunert

- 3. julij 2000 - Katsuyuki Togashi

- 30. avgust 2000 - Marek Lisiak - Charles Fernandez

- 4. oktober 2000 - Rajmond Debevec

- 26. oktober 2000 - 1. pehotni bataljon 42. brigade Slovenske vojske - Jadran Mršnik (posmrtno)

- 7. november 2000 - Johan Fran Bakker

- 15. november 2000 - Joseph G. Garrett III. - Jean De Miceli

- 29. november 2000 - Ladislav Graber - Janez Jožef Rauter

- 6. februar 20001 - Axel Vermeesch

- 14. maj 2001 - Jože Murko - Igor Nered - Antun Šoštarič

- 18. julij 2001 - Vojko Kos

- 17. oktober 2001 - Giuseppino Vaccino

- 8. maj 2002 - Tine Brajnik - Martin Burjan

- 14. junij 2002 - Ashley Robert Manton

- 31. maj 2004 - Slavko Delalut - Zvonko Kremljak - Rajko Najzer - Marjan Jakoš - Branko Keber - Jože Majcenovič - Jožef Žunkovič

- 5. maj 2010 - Bojan Pograjc